# 圖爾塔斯河
圖爾塔斯河是俄羅斯的河流，由秋明州和鄂木斯克州負責管轄，屬於額爾齊斯河的右支流，河道全長241公里，流域面積12,100平方公里，河水主要來自雨水和融雪，每年十一月至翌年四月結冰。